# Cypovirus
Los Cypovirus son un género de virus citoplasmáticos polihédricos del orden Reovirales. Los viriones icosahédricos tienen la estructura típica de los reovirus y un diámetro de 55-69 nm. El genoma está compuesto de 10 segmentos de ARN bicatenario. Los viriones están incrustados en una matriz de proteínas formando las estructuras poliédricas o cuerpos oclusión.
Los Cypovirus sólo se han aislado de insectos. Morfológicamente, estos virus tienen mucho en común con los más ampliamente estudiados nucleopoliedrovirus, un género de virus de los artrópodos de la familia Baculoviridae. Sin embargo, Cipovirus tiene un genoma ARN y se replica en el citoplasma de las células infectadas mientras que aquellos que tienen un genoma de ADN se replican en el núcleo. Estos virus se clasifican en 14 especies sobre la base de los perfiles de migración  electroforéticos de los segmentos del genoma. 

## Estructura y proteínas
Los Cypovirus presentan un único capsómero, que es similar al núcleo interno de los orthoreovirus. La cápsida presenta una sorprendente estabilidad y es totalmente capaz de procesar y transcribir el ARN endógeno. Los pliegues de las proteínas son similares a las de los demás reovirus, sin embargo, estas proteínas tienen dominios de inserción y estructuras únicas que contribuyen a unas extensivas interacciones intermoleculares.
La proteína de las espículas contiene dos dominios metilasa con un pliegue altamente conservativo de tipo sándwich helix-pair/β-sheet/helix-pair, pero carece del β-barrel flap presente en los orthoreovirus λ2. El apilamiento de los dominios funcionales de proteínas de las espículas y la presencia de constricciones y espigas A a lo largo de la vía de liberación del ARNm indican un mecanismo basado en poros y canales para regular los pasos altamente coordinados de la transcripción, procesamiento y liberación del ARN.

## Patogénesis
La infección se produce cuando un insecto susceptible ingiere el virus, por lo general como contaminación del alimento (en la mayoría de los casos, el follaje de una planta). Los poliedros se disuelven en el tracto digestivo del insecto, liberando las partículas de virus que penetran en las células epiteliales del tubo digestivo. La replicación del virus a menudo se limita a estas células y la progenie del virus, en forma de nuevos poliedros, se excreta en las heces del insecto, por lo tanto, más contaminantes en el follaje resulta en la propagación de la enfermedad a otros insectos. La progresión de la enfermedad puede ser bastante lenta, pero la infección por el virus es normalmente fatal. 